# Betacam SX
Betacam SX формат цифровой профессиональной видеозаписи семейства форматов Betacam, представленный корпорацией Sony в 1996 году и позиционируемый как более дешевая альтернатива Digital Betacam. 
Betacam SX использует стандарт дискретизации видеосигнала 4:2:2, что по сравнению с другими аналогичными системами, которые используют кодирование 4:1:1 или 4:2:0, дает лучшее цветовое разрешение и позволяет применять различную постпродакшн обработку, например, такую как хромакей. 
Формат Betacam SX является приложением основного уровня студийного профиля MPEG-2 422P@ML, ориентированным на область телевизионной журналистики и производства программ новостей. В формате используются группы изображений из двух кадров: кадра типа I и кадра типа B. В кадре типа I используется только внутрикадровое кодирование, он независим от остальных изображений последовательности кадров. Но кадр типа B кодируется с использованием двунаправленного предсказания, поэтому для его декодирования нужны данные и из предыдущего, и из последующего видеокадров. Для линейного монтажа потоков видеоданных без процедуры декомпрессии и последующей повторной компрессии смонтированных сигналов спецификация MPEG-2 предусматривает BU-кадры с использованием однонаправленного предсказания. Для предсказания может использоваться любой соседний I-кадр. Если в соответствии с выбранной точкой монтажного перехода B-кадр должен потерять какой-либо из опорных кадров, то этот B-кадр должен быть перекодирован и заново записан на ленту как кадр типа BU. Таким образом, перекодированию подвергается только один B-кадр на стыке двух монтируемых сюжетов, что и обеспечивает практическое отсутствие эффекта накопления искажений при последовательных монтажных операциях. 
Техническую возможность такого способа обеспечивает наличие головок опережающего воспроизведения. Компрессированные данные, несущие информацию об изображениях окрестности точки монтажного перехода, могут быть считаны головкой опережающего воспроизведения и декодированы. После этого видеокадры окрестности монтажного перехода могут быть вновь закодированы и записаны на прежнее место с помощью головки записи.
Скорость потока компрессированных видеоданных 18 Мбит/с. Однако полный поток записываемых на ленту данных составляет около 40 Мбит/с. Эта величина помимо видеоданных, с проверочными данными для защиты от ошибок (42%), также включают данные четырех некомпрессированных каналов звука (16 бит / 48 кГц) с защитой (159%). Отличительной особенностью формата Betacam SX является значительный объем проверочных данных, общий усредненный их объем превышает 80%, обеспечивая защиту как от флуктуационных шумов, так и от ошибок, обусловленных выпадениями, царапинами на ленте и загрязнением головок.

## Технические характеристики
Видео
- Частота дискретизации, МГц:
  - 13,5 (Y)
  - 6,75 (R-Y/B-Y)
- Число записываемых отсчетов в строке:
  - 720 (Y)
  - 360 (R-Y/B-Y)
- Число записываемых строк в кадре:
  - 608 (625/50)
  - 507 (525/60)
- Глубина цвета — 8 бит;
- Частота выборки (дискретизации) — 4:2:2;
- Компрессия - MPEG-2 4:2:2 Profile@ML
- Поток данных - 18 Мбит/с
- Общая скорость потока данных - 40 Мбит/с

Звук
- Частота дискретизации, кГц - 48
- Квантование, бит/отсчет - 16
- Число каналов - 4

Параметры носителя
- Ширина ленты, мм - 12,65
- Рабочий слой - Металлопорошковый (1450 Э)
- Размеры кассет, мм:
  - S - 156 х 96 х 25
  - L - 245 х 145 х 25
- Толщина ленты, мкм - 14,5
- Скорость ленты, мм/с: 
  - 59,575 (625/50)
  - 59,515 (525/60)
- Частота вращения барабана головки, Гц:
  - 75 (625/50)
  - 74,925 (525/60)
- Диаметр барабана, мм - 81,4
- Число строчек/группу	
  - 12 (625/50)
  - 10 (525/60)
- Ширина строчек, мкм - 32
- Шаг пар строчек, мкм - 64
- Угол наклона строчки, град - 4,62
- Азимут, град - 15,26
- Минимальная длина волны, мкм - 0,744
- Продольные дорожки - дорожки временного кода, управления, дополнительная
- Время записи на кассеты, мин.:
  - S - 62
  - L - 194